# Rhizogonium graeffeanum
Rhizogonium graeffeanum là một loài rêu trong họ Rhizogoniaceae. Loài này được (Müll. Hal.) A. Jaeger mô tả khoa học đầu tiên năm 1875.